# Kleinaga
Kleinaga bildet zusammen mit Großaga, Lessen, Reichenbach und Seligenstädt den 16,38 km² großen Ortsteil Aga der Stadt Gera in Thüringen mit insgesamt 1734 Einwohnern (Stand 31. Dezember 2011).

## Geographie
Kleinaga ist im Norden der Stadt Gera gelegen. Es grenzt nördlich an den Burgenlandkreis in Sachsen-Anhalt.

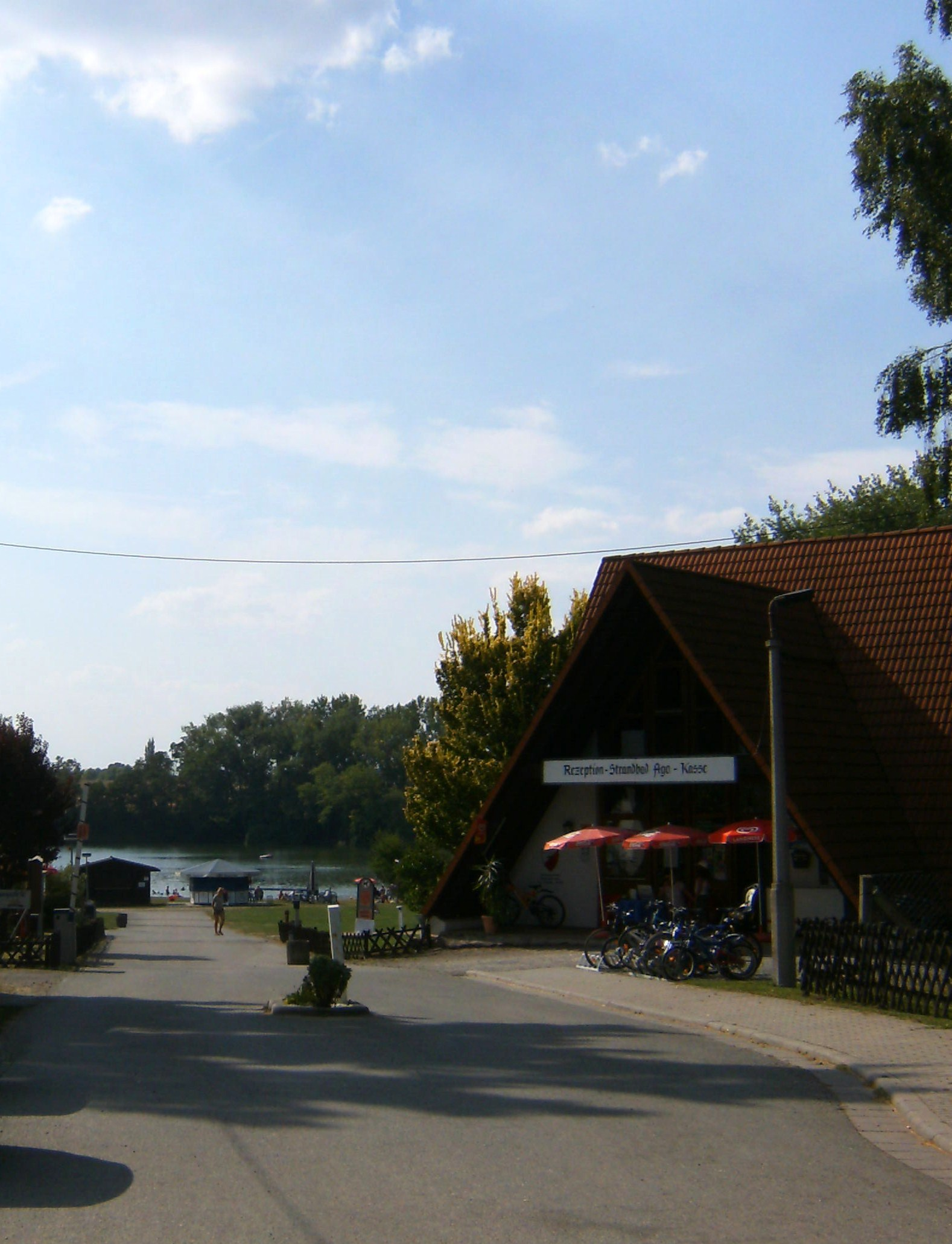
Strandbad Kleinaga.

## Geologie
In den Gemarkungen Kleinaga, Reichenbach und Seligenstädt befinden sich Vorkommen von Braunkohle; nach kurzfristigem, nicht lohnendem Abbau wurden die Gruben geflutet und seit den 1930er Jahren als Badesee genutzt.

## Geschichte
Über die Gründung Kleinagas bestehen nur ungenaue Kenntnisse, es ist wohl sorbisch-wendischen Ursprungs. Im neunzehnten und zwanzigsten Jahrhundert war auch die Schreibweise Klein Aga üblich. Erstmals urkundlich erwähnt wird Kleinaga als „wenigen Agow“ am 23. Mai 1364 in einer Urkunde über die Verpfändung des Hauses Langenberg. Das Rittergut in Kleinaga gehörte seit dem Mittelalter den Herren von Etzdorf. Der Ort pfarrte, begrub und schulte traditionell nach Großaga.

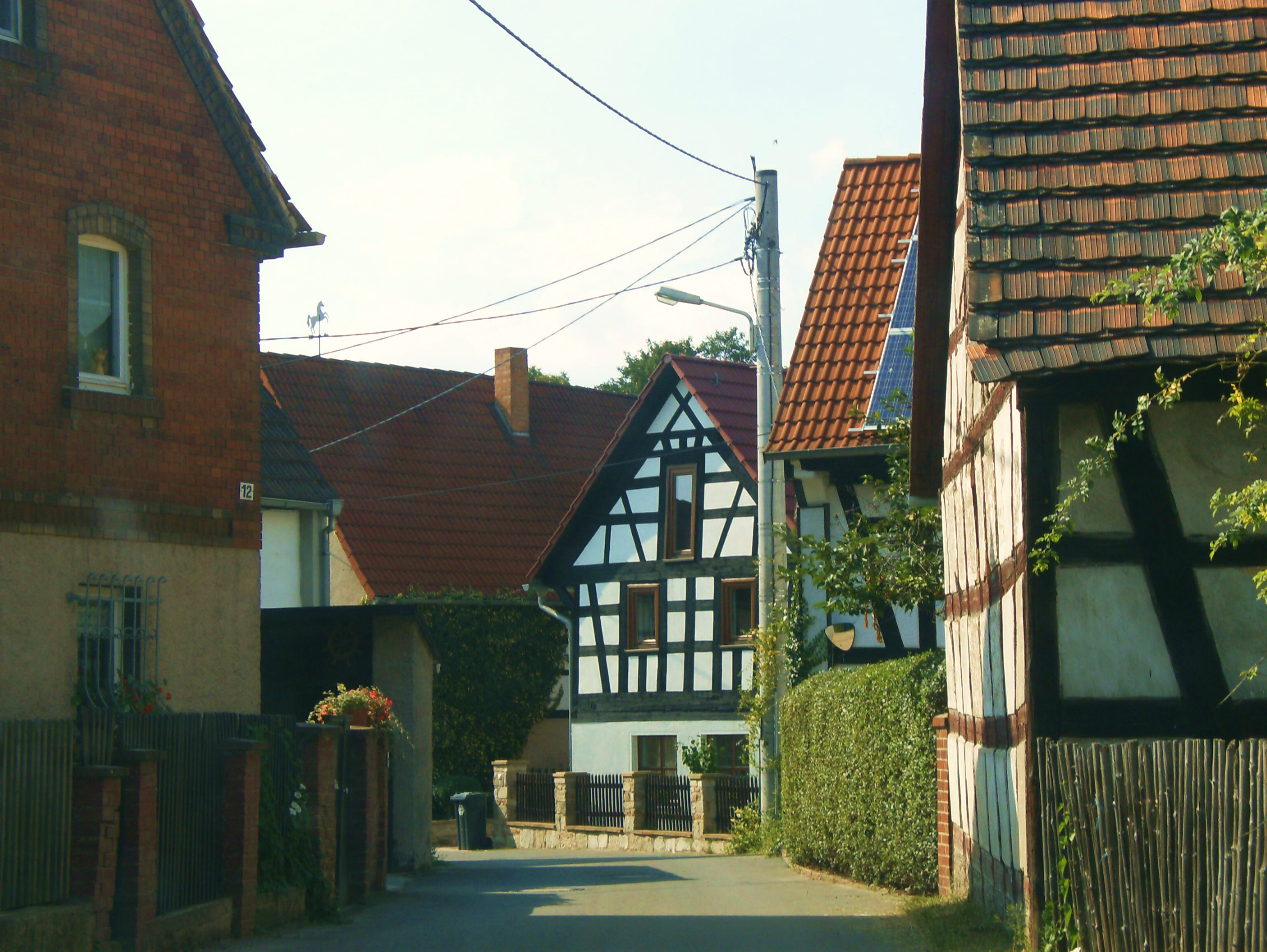
Die Froschweide.

Historisch besteht das Dorf aus zwei Siedlungsstätten, dem ursprünglichen Kleinaga, um das alte Rittergut gelegen, und der Froschweide, auf welcher sich die Bewohner der zur Wüstung gewordenen Ansiedlung Rödel (heute noch in der Flurbezeichnung Rödelholz nachweisbar) niederließen. Diese beiden Wohnstätten wurden in den 1930er Jahren durch den Bau von Landarbeiterwohnungen räumlich verbunden.
Die Rittergüter von Kleinaga und Großaga waren über Jahrhunderte eng verbunden, da sie oft über lange Zeit der gleichen Familie gehörten, so etwa der Familie von Etzdorf. 1697 erwarb die Landesherrschaft von Gera das Rittergut Kleinaga, seitdem wurde es genau wie Großaga als Kammergut geführt. 1827 umfasst der Ort das Rittergut, 36 Häuser und 190 Einwohner. Zu dieser Zeit findet sich auch die Braunkohlengrube verzeichnet.
Nach Neubau eines Pächterhauses in Kleinaga 1865 wurde hier die Verwaltung beider Güter zusammengefasst. Das eigentliche Herrenhaus Kleinaga – mittlerweile abgerissen – hatte eine eigene Kapelle. Neben dem Gut hatten sich über die Jahrhunderte auch etliche weitere große Höfe etabliert; sie wurden zu DDR-Zeiten als LPG zusammengefasst.
Nach der Wende wurde nur ein einziger Betrieb wieder neu bewirtschaftet.
1922 berichtet die Geraer Zeitung über zwei schlagkräftige Frauen des Ortes: Wegen schlechter Bewirtschaftung sollten bei ihnen Äcker beschlagnahmt werden. Dem Wachtmeister, welcher das Pech hatte, den entsprechenden Bescheid überbringen zu müssen, wurde von den beiden erst die Uniform zerrissen, danach wurde er im wahrsten Sinne des Wortes in die Flucht geschlagen.
Am 1. Juli 1950 bildet Kleinaga zusammen mit vier weiteren Orten die neue Gemeinde Aga. Zuständiger Schulort war bis zum Neubau der örtlichen Zentralschule 1980 Großaga.
In den 1960er bis 1980er Jahren wurden mehrere Wohnblocks für das Volkseigene Gut und die Rindermast Rusitz erbaut. Dazu kamen als Eigenheimstandorte die Thälmannsiedlung und ab 1991 das Neubaugebiet Am Schleifenacker. Insofern präsentieren sich Großaga und Kleinaga paradox, denn Kleinaga ist mit seinen 1235 Einwohnern (2009) mittlerweile dreimal so groß wie Großaga (434 Einwohner/2002).

## Politik
Die Gemeinde Aga (mit Großaga, Kleinaga, Lessen, Reichenbach und Seligenstädt) wurde am 1. April 1994 in die Stadt Gera eingemeindet. Seitdem bilden die Orte zusammen den Ortsteil Aga der Stadt Gera mit eigener Ortschaftsverfassung und Ortsteilrat (bis II/2009 Ortschaftsrat). Ortsteilbürgermeister ist seit 1994 Bernd Müller (CDU).

## Entwicklung der Einwohnerzahl
| Jahr      | 1864 | 1939 | 2006 | 2009 |
| Einwohner | 279  | 327  | 1275 | 1235 |

## Verkehr
Der Ort ist nördlich der Bundesautobahn 4 gelegen und über die nahegelegene Bundesstraße 2 zu erreichen.
Im ÖPNV ist Kleinaga über die Ringlinien 228 und 229 der RVG Regionalverkehr Gera/Land im ungefähren Halbstundentakt an Gera angebunden. Nächstgelegener Bahnhof ist Gera-Langenberg.

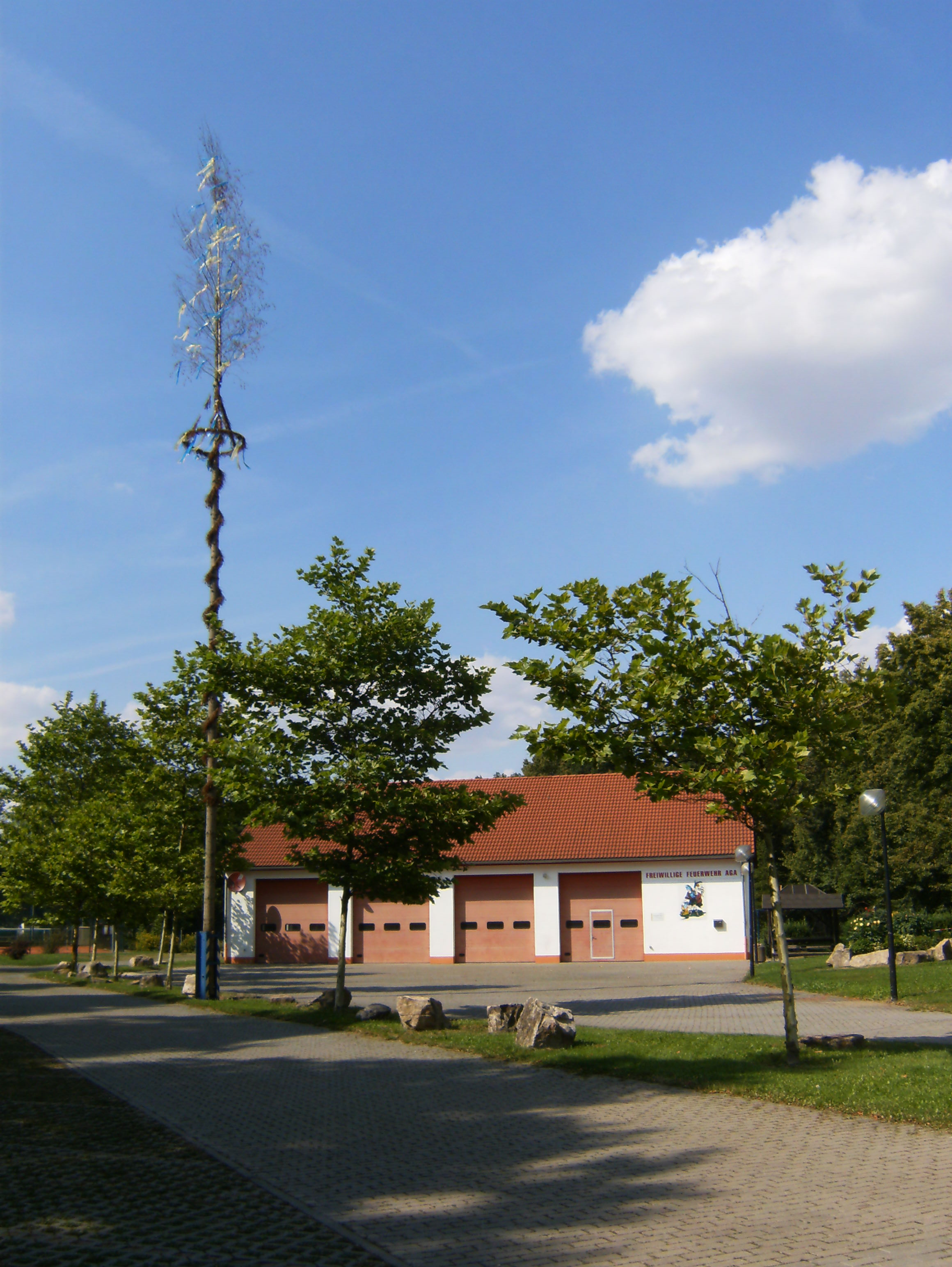
Feuerwehrhaus mit Maibaum, 2009.

## Kultur
Seit 1995 besteht der Feuerwehrverein Kleinaga e. V., seit 1998 der Heimatverein Aga e. V.

## Sport
Der schon in den 1930er Jahren geflutete Braunkohletagebau wurde ab 1968 zu einem  Strandbad ausgebaut und später um einen  See-Campingplatz erweitert.
Der 1952 errichtete Sportplatz mit Tennisplätzen liegt auf halbem Weg zwischen Großaga und Kleinaga.
Weiterhin gibt es den Reitverein Aga e. V.

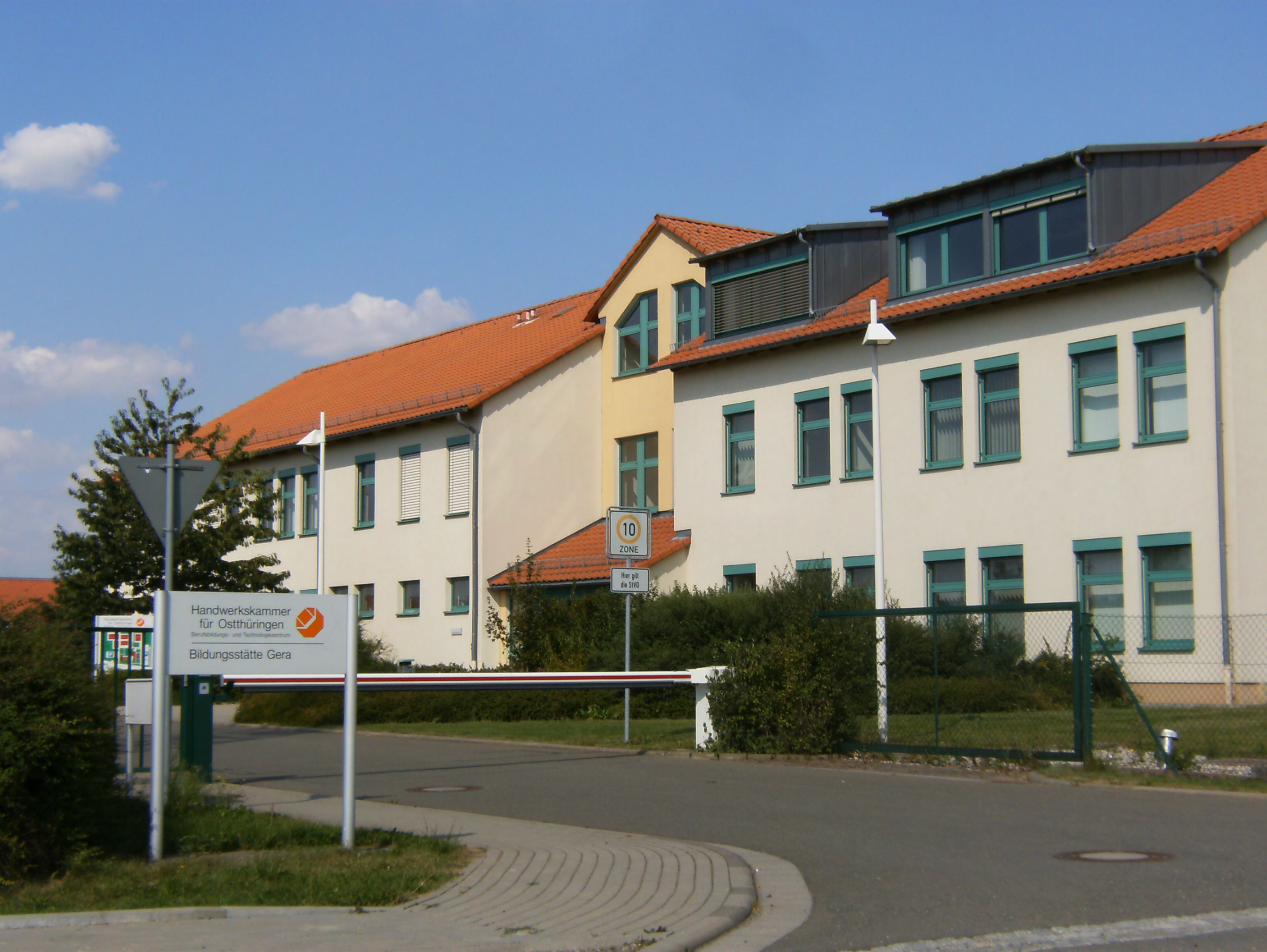
Berufsbildungszentrum der Handwerkskammer für Ostthüringen.

## Bildung
Bis 1983 war Großaga zuständiger Schulort für Kleinaga. 1983 wurde in Kleinaga der Schulneubau seiner Bestimmung übergeben. Heute befindet sich in diesem die Grundschule für die umliegenden Orte. Weiterführende Schulen befinden sich in Gera.
Im Ort gibt es die Staatliche Grundschule Aga; die nächstgelegene Regelschule ist die Staatliche Regelschule 12 in Bieblach-Ost.
In Kleinaga in der Reichenbacher Straße gibt es eine Kindertagesstätte. In einem großzügigen Neubaukomplex im Ort befindet sich seit 1995 auch das BTZ Berufsbildungszentrum der Handwerkskammer für Ostthüringen.

## Persönlichkeiten
- Ernst Thape (* 29. Mai 1892 in Kleinaga; † 25. Juli 1985 in Hannover); Politiker, von 1945 bis 1948 Vizepräsident der Provinz Sachsen bzw. des späteren Landes Sachsen-Anhalt.